# Профитлих, Эдуард
Эдуард Готлиб Профитлих (11 сентября 1890, деревня Бирренсдорф под Кобленцем, Германская империя — 22 февраля 1942, Киров) — апостольский администратор Эстонии с 11 мая 1931 года по 22 февраля 1942 год, титулярный архиепископ Адрианополя Гемимонтского с 27 ноября 1936 года по 22 февраля 1942 год, деятель Римско-католической церкви.

## Семья и образование
Родился в крестьянской семье. Отец — Маркус, мать — Доротея. Окончил гимназию в Линце, учился в духовной семинарии в Трире. Доктор богословия (1923) и доктор философии (1924) (Ягеллонский университет, Краков).

## Священник
- 11 апреля 1913 вступил в орден иезуитов в Гееренберге. Во время Первой мировой войны служил фельдшером, затем продолжил учёбу.
- С 27 августа 1922 — священник, служил в городе Чеховице-Дзедице в Польше.
- С 1925 — миссионер в Польше.
- С 1928 — священник польского прихода в Гамбурге.
- 2 февраля 1930 принёс вечные обеты.
- С 11 декабря 1930 — настоятель прихода Петра и Павла в Таллине.
- С 11 мая 1931 — Апостольский администратор Эстонии.
- В 1935 году запросил и получил эстонское гражданство[1].

## Епископ
В 1936 году, после подписания договора между Ватиканом и Эстонией, был назначен титулярным архиепископом Адрианополя Гемимонтского, оставшись апостольским администратором. Первый католический епископ в независимой Эстонии. После присоединения Эстонии к СССР в 1940 году отказался репатриироваться в Германию (на что имел право как немец) и остался со своей паствой.

## Арест и смерть в заключении
27 июня 1941 года был арестован по обвинению в шпионаже в пользу Германии. Вывезен из Эстонии в Киров, где ему были предъявлены новые обвинения — в антисоветской агитации и содействии католическим церковнослужителям в выезде за границу. На одном из допросов показал: 

Во время моих проповедей я призывал к тому, чтобы не слушали безбожников, а думали про Церковь, каждый день молясь о том, чтобы была религиозная свобода. Я не считаю, что это является пропагандой, это — правда.

21 ноября 1941 года был приговорён к смертной казни. 22 февраля 1942 скончался в Кировской тюрьме до приведения приговора в исполнение.

## Беатификация
В 2003 году официально начался процесс беатификации (причисления к лику блаженных) епископа Эдуарда Профитлиха. В Таллинском храме есть памятная табличка в его честь.